# Florens Felten
Karl-Florens Felten (* 25. Dezember 1941 in München) ist ein deutscher Klassischer Archäologe.
Florens Felten wurde 1971 an der Universität München mit einer Arbeit zum Thema Thanatos- und Kleophonmaler. Weissgrundige und rotfigurige Vasenmalerei der Parthenonzeit promoviert. Er lehrte von 1991 bis 2010 als ordentlicher Professor für Klassische Archäologie an der Universität Salzburg, wo er zudem Leiter des Fachbereiches Altertumswissenschaften war. Er war 2003 bis 2007 Dekan der Kultur- und Gesellschaftswissenschaftlichen Fakultät. 1989 bis 1998 nahm er an Ausgrabungen in Messene teil, seit 1967 in Alt-Ägina, wo er von 1992 bis 2010 gemeinsam mit Stefan Hiller Grabungsleiter war und eine große Zahl von Beiträgen veröffentlicht hat. Felten betreute mehr als 30 Diplomarbeiten, 20 Promotionen und fünf Habilitationen. Er übersetzte mehrere Bücher von John Boardman ins Deutsche und ist korrespondierendes Mitglied des Deutschen Archäologischen Instituts. 2012 erhielt er das Österreichische Ehrenkreuz für Wissenschaft und Kunst I. Klasse.

## Schriften
- Thanatos- und Kleophonmaler. Weissgrundige und rotfigurige Vasenmalerei der Parthenonzeit, Fink, München 1971 (Münchener archäologische Studien, Bd. 3)
- Griechische tektonische Friese archaischer und klassischer Zeit, Stiftland, Waldsassen-Bayern 1984 (Schriften aus dem Athenaion der klassischen Archäologie Salzburg, Bd. 4)
- mit Walter Gauß und Rudolfine Smetana (Hrsg.): Middle Healladic Pottery and Synchronisms. Proceedings of the International Workshop held at Salzburg October 31st - November 2nd, 2004, Verlag der österreichischen Akademie der Wissenschaften, Wien 2007 (Denkschrift der Gesamtakademie, Bd. 42) ISBN 3-7001-3783-4